# Héliumoïde
 (décembre 2013).
Si vous disposez d'ouvrages ou d'articles de référence ou si vous connaissez des sites web de qualité traitant du thème abordé ici, merci de compléter l'article en donnant les références utiles à sa vérifiabilité et en les liant à la section « Notes et références ».
Un atome héliumoïde, un ion héliumoïde ou simplement un héliumoïde est un atome ayant deux électrons. C'est notamment cas de l'atome d'hélium et des atomes de numéro atomique Z supérieur à 2 qui ont perdu tous leurs électrons sauf deux.
Les héliumoïdes sont des systèmes quantiques à plusieurs électrons où le principe d'exclusion de Pauli joue un rôle primordial, ainsi que des exemples du problème à trois corps.
Les premiers héliumoïdes sont :
- Z = 1 : H−, l'anion hydrogène ;
- Z = 2 : He, l'atome d'hélium ;
- Z = 3 : Li+, le cation lithium ;
- Z = 4 : Be2+, le cation béryllium ;
- Z = 5 : B3+, le cation bore.

Dans les trois cations ci-dessus, le lithium, le béryllium et le bore sont dans leur état d'oxydation le plus commun (respectivement +I, +II et +III) mais on sait produire des héliumoïdes de grand numéro atomique, pour lesquels ce n'est pas du tout le cas. Par exemple l'uranium héliumoïde 92U90+ : ce cation extrêmement chargé est notamment utilisé pour tester les prédictions de l'électrodynamique quantique dans des conditions extrêmes,.